# The Rose, Vol. 2
A The Rose, Vol. 2 egy 2005-ben megjelent album, amelyen Tupac Shakur verseit válogatták össze. Az album tartalmazza Tupac költeményeit, zenei formában, olyan zenészek előadásában, mint Ludacris és a Bone Thugs-n-Harmony együttes. Tupac verseit a dalokban megidézek, eléneklik, vagy egyszerűen csak inspirációként használják fel. Ez a második album, amelyen a költeményei hallhatóak, az első a The Rose that Grew from Concrete volt. Ezúttal jóval zeneibbre próbálták megcsinálni a Tupac emlékére készült lemezt, és a versek szimpla felolvasása helyett az összes szám énekelve/rappelve van nagyrészt olyan előadók által, akik ismerték 2Pacot. Az 'And 2Morrow' című szám eredetijében nemcsak Shock G, hanem Candyman 187 is közreműködött, ám ezt ismeretlen okok miatt a kiadás előtt megváltoztatták.

## A dalok listája
1. "Intro" - Black Ice
2. "Power of a Smile" - Bone Thugs-n-Harmony
3. "The Eternal Lament" - Celina
4. "Fallen Star" - Talib Kweli
5. "In the Depths of Solitude" - Ludacris
6. "Movin On" - Lyfe Jennings
7. "Life Through My Eyes" - Tupac & Memphis Bleek
8. "When Ure Heart Turns Cold" - Outlawz
9. "Black Woman" - Jamal Joseph & Che Davis
10. "Only 4 the Righteous" - Yo-Yo
11. "Where There Is a Will..." - Boot Camp Clik
12. "When Ur Hero Falls" - Impact Kids
13. "And 2morrow" - Shock G
14. "If I Fail" - Dead Prez
15. "Poetry by Amber and Morgan" (Pac's Kids)